# Miloš Čajić
Miloš Čajić (Belgrád, 1936[forrás?]–?) jugoszláv nemzetközi labdarúgó-játékvezető.

## Pályafutása

### Nemzeti kupamérkőzések
Vezetett Kupa-döntők száma: 1.

#### Jugoszláv Kupa
| Időpont            | Helyszín             | Mérkőzés típusa | Mérkőzés                             | Eredmény | Nézők száma |
| ------------------ | -------------------- | --------------- | ------------------------------------ | -------- | ----------- |
| 1974. november 29. | JNA Stadion, Belgrád | döntő           | HNK Hajduk Split–FK Borac Banja Luka | 1 – 0    | 20 000      |

### Nemzetközi játékvezetés
A Jugoszlávia Játékvezető Bizottsága (JB) terjesztette fel nemzetközi játékvezetőnek, a Nemzetközi Labdarúgó-szövetség (FIFA) 1975-től tartotta nyilván bírói keretében. Több nemzetek közötti válogatott és klubmérkőzést vezetett, vagy működő társának partbíróként segített. Az aktív nemzetközi játékvezetéstől 1976-ban búcsúzott. Válogatott mérkőzéseinek száma: 5.